# Defold
Defold是免費且開放原始碼的跨平臺遊戲引擎，主要用於開發2D遊戲，但也能夠處理3D遊戲。最初由King開發，後由獨立的Defold基金會接手。
Defold內建自己的集成開發環境（IDE），可針對個人電腦、智慧型手機、網頁遊戲和遊戲主機平台進行開發。由於開放原始碼的特性，其主要由社群志願者進行開發與維護，並可以免費使用。Defold擁有超過30,000個用戶，並已用於發布超過100款遊戲。由於其模組化和高性能的核心，透過Defold製作的遊戲通常只需少於100kB的記憶體和少於2MB的資料。

## 特徵
Defold使用Lua進行腳本編寫，同時也允許使用C、C++和特定用途語言的擴充功能。開發項目以集合的形式組織，每個物件中包含了遊戲內的實體並以層級結構儲存。物件之間的腳本使用訊息傳遞處理，使腳本互動能夠以呼叫-回應與事件驅動的模型設計。Defold的原生IDE支援編輯器內Git追蹤。

### 支援平台
Defold支援將遊戲匯出到以下平台：
- Microsoft Windows（32位元和64位元）[8]
- macOS（X86-64和Apple Silicon）[8]
- Linux[8]
- HTML（HTML5與WebAssembly）[8][5][9]
- Android（32位元和64位元）[8]
- iOS[8]
- 任天堂Switch（需取得任天堂授權）[18]
- PlayStation 4（需取得索尼授權）
- PlayStation 5（需取得索尼授權）[19]

目前編輯器支援的平台：
- Microsoft Windows（Vista或更新版本；64位元）[8]
- macOS（11 Big Sur或更新版本）[8]
- Ubuntu（18.04或更新版本；64位元）[8]

## 外部連結
- 官方网站
- . GitHub. 2022-04-10  [2024-05-15]. （原始内容存档于2024-04-03） （英语）.